# Chronik der Stadt Düren/1826–1850
Diese Liste ist eine Teilliste der Chronik der Stadt Düren. Sie listet datierte Ereignisse von 1826 bis 1850 in Düren auf. 

## 1826
- 13. November: Durch Ministerialerlass wird die Schule der Dürener Exjesuiten zum königlich-preußischen Vollgymnasium.
- Die alte Fleischhalle an der Stelle des Hauses Kaiserplatz 19 wird verkauft. In der alten Rossmühle am Buttermarkt wird eine neue Fleischhalle errichtet.
- Im Spätherbst wird ein Musikverein gegründet. 1. Musikdirektor wird Stephan Engels aus Aachen.

## 1827
- 7. Januar: Einweihung des Gymnasiums im Kapuzinerkloster am Altenteich.

## 1828
- Vollendung des klassizistischen städtischen Badehauses für einfache Bäder und Heilbäder an der August-Klotz-Straße.
- Die von Dürener Fabrikanten getragene Familienschule, später Realschule, entsteht.

## 1829
- Erste Erweiterung des städtischen Friedhofes an der Kölnstraße.

## 1830
- 28. Februar: Eröffnung einer Sonntagsschule für ältere Jugendliche.

## 1831–1832
- Umfangreiche Maßnahmen gegen die von Osten herannahende Cholera.

## 1831
- Die säkularisierte Klosterkirche der Franziskaner wird zur Pfarrkirche erhoben (St. Marienkirche).
- Düren hat 6740 Einwohner.

## 1832
- Die St. Annapfarre wird geteilt, so dass als 2. Dürener Pfarre die St. Marienpfarre entsteht.
- 16. April: Eröffnung des Stadt Dürener Pfand-Leihhauses mit Sparkasse in den Häusern am Holztor (Vorläufer der heutigen Sparkasse Düren).

## 1833
- Nach dem Eindringen der Cholera in das Dürener Gebiet stiftet Rudolf Schenkel ein Gebäude vor der Stadt zur Aufnahme der Cholerakranken.
- 1. August: Eine Feuerpolizei- und Feuerlöschordnung tritt in Kraft. Das erste städtische Brandcorps mit 141 Personen wird gebildet.
- 2. November: Kronprinz Friedrich Wilhelm besucht Düren und wohnt im Hause des Eberhard Hoesch am Viehmarkt.

## 1834
- Anlage der Köln-Obertor-Promenade (am 31. Juli 1896 in Hohenzollernstraße umbenannt).
- 14. April: Das Wirteltor wird auf Abbruch versteigert.
- 17. Juli: Eröffnung der neuen Aktienstraße nach Köln.
- 18. Juli: Die Post wird von der Wirtelstraße in ein neues Haus neben dem Pfälzer Hof verlegt.
- 24. Oktober: Einweihung der evangelischen Privatschule des J. Fr. Drinhaus in der Schenkelstraße Nr. 8.

## 1835
- Gründung des Männergesangvereines Liedertafel.
- 20. September: Erneuerung des längere Zeit ausgefallenen Schützenfestes.

## 1836
- 15. Februar: Erste Wagen-Schnellpost nach Köln.
- 6. Juli: Ordnung für das Baden in der Rur.
- 14. Oktober: Die Postverwaltung wird in ein Haus in der Kölnstraße neben dem Kölner Hof verlegt.

## 1837
- Erste Papiermaschine im Dürener Raum in Lamersdorf.
- 27. Juli: Eine öffentliche Badeanstalt wird an der Rur errichtet (Rurbadeanstalt).

## 1838
- 19. August: Die (Ewalds-)Schützengilde feiert das Jahrhundertfest ihrer Vereinsfahne.

## 1839
- 12./13. Juni: Kronprinz Friedrich Wilhelm besucht zum zweiten Mal Düren.

## 1840
- In Rölsdorf brechen die Pocken aus.
- 31. März: Konstituierung der Casinogesellschaft, der späteren „Harmonie“, als Aktiengesellschaft.

## 1841
- Baubeginn der Landstraße Düren – Zülpich, Fertigstellung 1843.
- 31. März: Grundsteinlegung des Casinogebäudes, der Harmonie, auf dem Viehmarkt (Kaiserplatz).
- 1. Juni: Der am 23. März 1841 gegründete Dürener Frauenverein eröffnet eine Kleinkinder-Verwahranstalt.
- 1. September: Eröffnung der Bahnlinie Köln-Düren-Aachen durch die damals private Rheinische Eisenbahn.

## 1842
- Franz Anton Vaßen wird Oberpfarrer der Annakirche.
- Der Dürener Industrielle Rudolf Schenkel stellt das Jesuitenkollegium zur Einrichtung einer „Armen-Speise-Anstalt“ zur Verfügung.
- Der Musikverein löst sich auf. Ein Instrumentalverein wird gegründet.
- 23. Januar: Der „Aachener Verein zur Beförderung der Arbeitsamkeit“ errichtet in der Wirtelstraße eine Prämienkasse (1897 Zweigstellen in Kreuzau und Vettweiß).

## 1843
- 1. Mai: Erste zweispännige Personenpost Düren – Zülpich.
- 1. Dezember: Dr. Königsfeld eröffnet eine durch private Spenden begründete Armen-Speisenanstalt in den Räumen des ehemaligen Jesuitengebäudes.
- Leopold Schoeller & Söhne gründen eine Tuchfabrik am Wirteltorplatz.
- 20. August: Gründung eines „Komitees zur vorläufigen Untersuchung der Zweckmäßigkeit der Errichtung einer Gasbeleuchtung“.
- 15. Oktober: Anschluss Dürens an die Bahnlinie Aachen – Verviers.

## 1844
- 14. Dezember: Das Landratsamt wird in die Oberstraße 52 verlegt und bleibt dort bis 1887.
- Die alte Kirche der reformierten Gemeinde wird abgebrochen.

## 1845
- Durch ein Hochwasser wird die steinerne Rurbrücke (Aachener Straße) von 1748 völlig zerstört.
- Einzug der Blindenfürsorge in das ehemalige Jesuitenkolleg in der Jesuitengasse (Geschenk von Rudolf Schenkel).
- Gründung eines Badevereins für das Baden in der Rur.
- 25. Juni: Einweihung der Auferstehungskirche in der Treppenstraße, jetzt Schenkelstraße (reformierte Gemeinde).
- 13. November: Eröffnung der Elisabeth-Blindenanstalt im ehemaligen Jesuitengebäude.

## 1846
- 3.–11. August: Erste Stadtratswahlen nach der neuen Gemeindeordnung vom 23. Juli 1845.

## 1847
- 28. Januar: Gründung des Dürener Turnvereins.
- Die Treppenstraße wird in Schenkelstraße umbenannt.
- Gründung der ersten Dürener Post im Hause Markt 6.

## 1848
- Der Dürener Industrielle Rudolf Schenkel stiftet des Jesuitenkollegium zur Einrichtung einer „Elisabeth-Blindenanstalt“ für das Rheinland. 1879 wird sie in Nord-Düren wg. Platzmangel neu errichtet.
- 21. März: Der Stadtrat beschließt die Bildung einer Bürgersicherheitswache bzw. eines „Bürger-Schutzvereins“.

## 1849
- Gründung der ersten Kunstwollfabrik des Kontinents durch Wilhelm Schoeller.
- 22. Januar: Eine Sammlung für die deutsche Flotte ergibt 26 Taler.
- 20. April: Gründung eines Gewerbevereins für Düren.
- 11. September: Die Postverwaltung zieht vom Markt in die Oberstraße um
- Die lutherische Kirche erhält eine Orgel, erbaut von den Gebr. Kalscheuer, Nörvenich.

## 1850
- Bau eines neuen Schlachthauses in der Nähe der Orgelstraße, des südlichen Teils der heutigen Holzstraße.